# ティラベリ州
ティラベリ州（ティラベリしゅう、フランス語: Région de Tillabéri）はニジェールの行政区画。
面積は約9万km2。
2011年の人口は約257.2万人。
州都はティラベリ。

## 地理
ティラベリ州はニジェール西部に属する州で、南をベナン、西をブルキナファソ、北をマリと国境を接している。
首都ニアメ首都特別区を域内に含んでいる。
域内にニジェール川が流れている。

## 下部行政区画

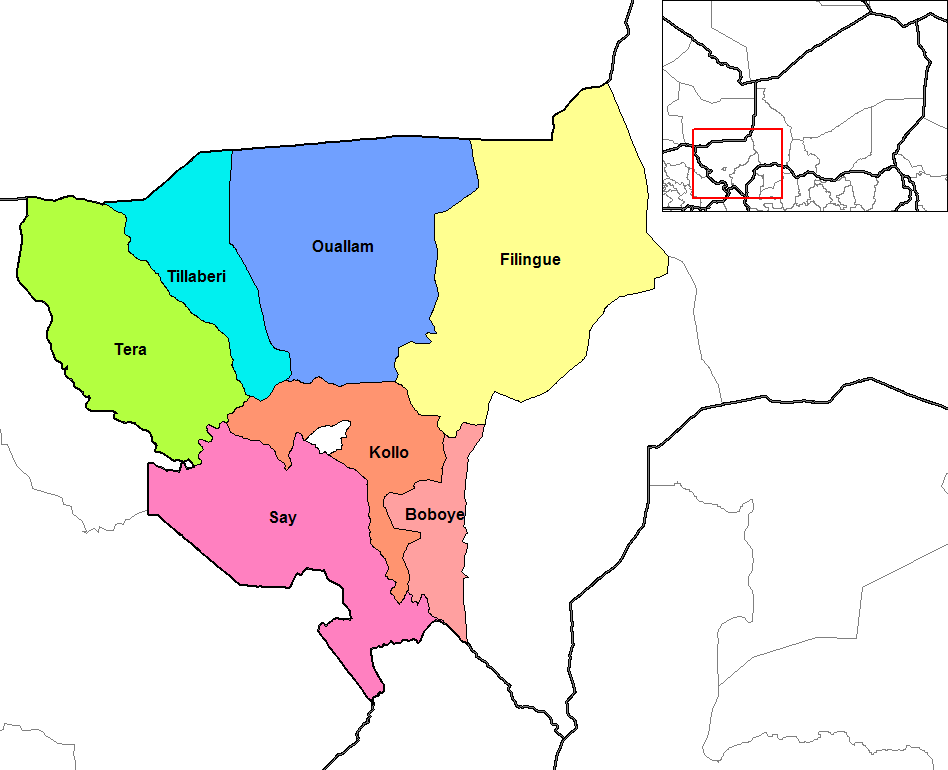
ティラベリ州の県

ティラベリ州は、6県 (Département) に分かれる。
1. ティラベリ県（英語版） (Tillabéri)
2. フィリンゲ県（英語版） (Filingué)
3. コロ県（英語版） (Kollo)
4. ウアラム県（英語版）(Ouallam)
5. セ県（英語版） (Say)
6. テラ県（英語版） (Téra)

## 治安
2019年12月10日、重武装集団が隣国マリとの国境付近にある軍事施設を襲撃。政府軍側に71人の死傷者を出したほか、複数が行方不明となった。後日、イスラム国西アフリカ州（ISWAP）が犯行声明を出し、兵士100人以上を殺害したことを主張した。
2020年1月9日、重武装集団が州内の軍事施設襲撃。政府軍側の兵士が25人死亡、襲撃側の63人が死亡した。
2020年2月21日、ニジェール政府軍はフランス軍との合同作戦でテロリスト120人を殺害。爆弾製造設備や車両を押収したことを発表した。